# レディズ・チャレンジボウル
『レディズ・チャレンジボウル』は、NETテレビ（現・テレビ朝日）ほかで放送されていたボウリング番組である。製作局のNETテレビでは1969年10月4日から1976年3月まで放送。当初はモノクロ放送だったが、番組開始3ヶ月後の1970年1月3日放送回からはカラー放送となった。

## 概要
日本では1969年に女性のプロボウリング選手第1号が誕生し、急激なボウリングブームが起こった。この番組は、毎回女子プロボウラーたちによる白熱の試合を1時間近くにわたって放送していた。試合の形態も、女子プロボウラー同士による対抗戦（月例会など）だけでなく、在日アメリカ海軍などのゲストチームを招いての対戦など様々だった。実況は、当時NETテレビのアナウンサーだった北村元が務めていた。
特に注目されたのが、1970年8月21日の収録で行われた「女子プロ8月月例会（優勝決定戦）」における中山律子の女子プロボウリング公式戦初のパーフェクトゲーム（10フレーム全てでストライクを叩き出し、300点を挙げる）達成であった。

## 放送時間
以下はNETテレビの放送時間。いずれも日本標準時。
- 土曜 18:00 - 18:45 （1969年10月4日 - 1971年3月27日）
- 日曜 18:00 - 18:55 （1971年4月4日 - 1975年3月30日） - 当時NET系列に属していた毎日放送は、この時間帯に自社製作番組『ヤングおー!おー!』を編成していたため[3][4]、他局の6日遅れとなる土曜 16:00 - 16:55 に放送していた[5]。また名古屋テレビも、1975年3月30日時点では『ヤングおー!おー!』をネットしていた。
- 土曜 15:00 - 15:55 （1975年4月5日 - 1976年3月） - 関西地区では、1975年3月末に毎日放送がTBS系列へネットチェンジしたのを機に放送終了。入れ替わりでNET系列へ移行した朝日放送や、サンテレビなどの独立局に番組ネットが引き継がれることもなかった。また、広島ホームテレビ、瀬戸内海放送、九州朝日放送などでも同時に打ち切られた。

## ネット局
- 毎日放送：土曜 16:00 - 16:55（1975年3月打ち切り）
- 名古屋テレビ：日曜 16:00 - 16:55 → 日曜 15:00 - 15:55 → 土曜 10:30 - 11:25 → 土曜 10:00 - 10:55（1975年3月打ち切り）
- 北海道テレビ[6]
- 青森テレビ：土曜 15:20 - 16:15（1974年9月時点）[7]
- 秋田放送：土曜 16:00 - 16:55（1972年3月時点）[8]
- 山形テレビ：土曜 16:50 - 17:45（1974年3月時点）[9]
- 宮城テレビ：土曜 17:45 - 18:40（1972年3月時点）[10] → 土曜 12:30 - 13:25（1974年9月時点）[11]
- 福島中央テレビ：日曜 18:00 - 18:55（1972年3月時点）[10] → 土曜 13:00 - 13:55（1974年9月時点）[11]
- 信越放送：土曜 15:00 - 15:55（1974年3月時点）[12]
- 山梨放送：土曜 16:30 - 17:25（1972年3月時点）[13]
- テレビ静岡：土曜 16:00 - 16:55（1972年3月時点）[13]
- 北日本放送：水曜 16:55 - 17:50（1974年9月時点）[14]
- 福井放送：木曜 16:05 - 17:00（1974年9月時点）[14]
- 山陰中央テレビ：日曜 12:00 - 12:55（1972年3月時点）[15] → 土曜 15:00 - 15:55（1974年9月時点）[16]
- 広島ホームテレビ（1975年3月打ち切り）
- 瀬戸内海放送：日曜 18:00 - 18:55（1974年3月時点[17]、1975年3月打ち切り）
- テレビ愛媛：月曜 16:00 - 16:55（1974年9月時点）[18]
- 高知放送：土曜 15:00 - 15:55（1974年3月時点）[19]
- 九州朝日放送
- テレビ大分：土曜 17:30 - 18:25（1972年3月時点）[20] → 土曜 17:00 - 17:55（1974年3月時点）[21]
- 沖縄テレビ：土曜 15:00 - 15:55（1974年9月時点）[22]